# 조너선 브랜디스
조너선 브랜디스(Jonathan Brandis, 1976년 4월 13일 ~ 2003년 11월 12일)는 미국의 배우이다.

## 출연 작품
- 푸에토 발라타 스퀴즈 (2004)
- 이어 댓 트렘블 (2002)
- 하트의 전쟁 (2002)
- 아웃사이드 프로비던스 (1999)
- 라이드 위드 데블 (1999)
- 비트윈 더 시트 (1998)
- 야성의 엘자 2 (1996)
- 해저 군단 (1993)
- 사이드 킥 (1992)
- 레이디뻑 (1992)
- 네버엔딩 스토리 2 (1990)
- 피의 피에로 (1990)
- 계부 2 (1989)
- 올리버와 친구들 (1988)
- 위험한 정사 (1987)
- 원 라이프 투 리브 (1968)